# Vlag van Donceel
De vlag van Donceel is op 27 januari 1999 bij raadsbesluit vastgesteld als de vlag van de Luikse gemeente Donceel. De vlag kan als volgt worden beschreven:
Blauw met zes fleurs-de-lys geplaatst in 3, 2 en 1.
De vlag werd pas op 30 april 2004 bevestigd door de Franse Gemeenschapsregering. De vlag is volledig gebaseerd op het gemeentewapen en ziet er dus helemaal hetzelfde uit.